# 藤代南
藤代南（ふじしろみなみ）は、茨城県取手市の地名。藤代南一丁目から三丁目までが設置されている。郵便番号300-1516。

## 地理
取手市北東部に位置する。西から北にかけて藤代、東から南にかけては宮和田に隣接する。

### 地価
住宅地の地価は、2017年（平成29年）の公示地価によれば、藤代南2丁目10番17の地点で5万5500円/m2となっている。

## 世帯数と人口
2017年（平成29年）7月1日現在の世帯数と人口は以下の通りである。
| 丁目         | 世帯数  | 人口    |
| ------------ | ------- | ------- |
| 藤代南一丁目 | 258世帯 | 673人   |
| 藤代南二丁目 | 181世帯 | 520人   |
| 藤代南三丁目 | 209世帯 | 667人   |
| 計           | 648世帯 | 1,860人 |

## 交通

### 鉄道
- JR東日本常磐線藤代駅 - 南口の一部が当地内になる。

## 施設
- 取手市立宮和田小学校
- 宮和田汚水中継ポンプ場